# Kopff (cratère)
Pour les articles homonymes, voir Kopff.
Kopff est un cratère lunaire situé à l'extrême ouest de la face visible de la Lune. Il est visible quand la libration de la Lune le permet. Il se trouve à l'intérieur du massif montagneux des  Montes Cordillera situé autour de la Mare Orientale. Au Nord se trouvent les cratères Maunder et Couder. Ce cratère a été considéré comme ayant été formé par l'activité volcanique, à la différence des cratères lunaires qui sont plus considérés comme ayant été créés par des impacts. Cependant, il est plus probable que le cratère a été formé par un choc contre une surface qui était encore partiellement fondu. Cela a laissé au cratère un contour tranchant et circulaire avec un plancher intérieur plat aux teintes sombres. En effet, l'albédo du sol intérieur correspond à celui de la mare lunaire située juste à l'ouest. 
En 1970, l'Union astronomique internationale lui a attribué le nom de Maunder en l'honneur de l'astronome  allemand August Kopff.
Par convention, les cratères satellites sont identifiés sur les cartes lunaires en plaçant la lettre sur le côté du point central du cratère qui est le plus proche de Kopff.
| Kopff | Latitude | Longitude | Diamètre |
| ----- | -------- | --------- | -------- |
| B     | 16.9° S  | 86.2° W   | 8 km     |
| C     | 18.3° S  | 86.1° W   | 14 km    |
| D     | 19.9° S  | 89.8° W   | 13 km    |
| E     | 16.0° S  | 89.8° W   | 12 km    |

Le cratère satellite « Kopff A » a été dénommé Lallemand par l'Union astronomique internationale, en 1985 en l'honneur de l'astronome français André Lallemand.